# 安西府 (唐朝)
安西府，唐朝时设置的府。
贞观十三年（639年）置，治所在今甘肃省临潭县东。属洮州。辖境相当今甘肃省临潭、卓尼等县、后废。